# 小糸川温泉
小糸川温泉（こいとがわおんせん）は、千葉県君津市にある温泉。

## 泉質
- ナトリウム-塩化物・炭酸水素塩泉
  - 泉温　24℃
- 全国でも珍しい黒湯である。

## 温泉地
鹿野山の山麓。小糸川近辺に、一軒宿の「小糸川温泉」が存在する。日帰り入浴も受け付けている。

## アクセス
JR内房線君津駅南口より日東交通周西線乗車、中島バス停にてコミュニティバス中島・豊英線に乗り換え、バスで20分。「市宿」バス停下車。
館山自動車道君津ICより千葉県道92号君津鴨川線鴨川方面、大野台経由で車で15分。